# بخارکنت
بخارکنت (به ترکی استانبولی: Buharkent) شهری است در کشور ترکیه که در استان آیدین واقع شده‌است. جمعیت این شهر بر اساس سرشماری سال ۲۰۰۸ میلادی ۶٬۹۵۵ نفر و بر اساس برآوردهای سال ۲۰۰۹ میلادی ۷٬۰۹۷ نفر می‌باشد.